# أهلا يا كابتن (فلم)
أهلا يا كابتن	 هو فيلم مصري تم إنتاجه عام 1978، من إخراج محمد عبد العزيز وبطولة سمير صبري و عبد المنعم مدبولي و سناء جميل وعماد حمدي وسمير غانم و نيللي.

## قصة الفيلم
تدور أحداث الفيلم حول رأفت الذي يعمل في إحدى السفن ومديحة حبيبته السابقة، وتحاول مديحة تحقيق حلمها بأن تصبح من الأثرياء، فتتفق مع رأفت على الإيقاع بالمليونير عزوز وإيهامه بحب مديحة له حتى تتمكن من الاستيلاء على أمواله وتحقيق حلمها.

## فريق العمل
إخراج: محمد عبد العزيز

سيناريو وحوار: بهجت قمر

### بطولة
- سمير صبري
- نيللي
- عبد المنعم مدبولي
- سناء جميل
- سمير غانم
- عماد حمدي

#### ضيوف شرف
- عبد الحليم أبو هيف
- أحمد نبيل
- ماري باي باي

## أغاني الفيلم
تأليف: حسين السيد

ألحان: منير مراد

 حلمي بكر

## وصلات خارجية
- أهلا يا كابتن على موقع قاعدة بيانات الأفلام العربية
- وصلة الفيلم بموقع السينما.كوم